# مايكل كيبنغ
مايكل كيبنغ (بالإنجليزية: Michael Keeping)‏ مواليد 22 أغسطس 1902 في إنجلترا وتوفي في 28 مارس 1984 في إنجلترا، كان مدرب ولاعب كرة قدم إنجليزي عندما كان لاعباً خاض 470 مباراة سجل خلالها 17 هدفاً.

## روابط خارجية
- مايكل كيبنغ على موقع قاعدة بيانات كرة القدم.إي يو (الإنجليزية)
- مايكل كيبنغ على موقع عالم كرة القدم.نت (الإنجليزية)